# Bahrajn na Letnich Igrzyskach Paraolimpijskich 2012
Bahrajn na Letnich Igrzyskach Paraolimpijskich 2012 w Londynie reprezentowało 2 zawodników w 1 konkurencji.
Dla reprezentacji Bahrajnu był to ósmy start w igrzyskach paraolimpijskich (poprzednio w 1984, 1988, 1992, 1996, 2000, 2004 i 2008). Dotychczas żaden zawodnik nie zdobył paraolimpijskiego medalu.

## Kadra

### Lekkoatletyka
Mężczyźni
| Zawodnik       | Konkurencja           | Odległość | Wynik | Pozycja |
| -------------- | --------------------- | --------- | ----- | ------- |
| Ahmed Meshaima | pchnięcie kulą F37-38 | 13.52     | —     | 9       |
| Ahmed Meshaima | rzut dyskiem F37-38   | 40.21     | 859   | 11      |

Kobiety
| Zawodnik      | Konkurencja                 | Odległość | Wynik | Pozycja |
| ------------- | --------------------------- | --------- | ----- | ------- |
| Fatema Nedham | rzut dyskiem F51-53         | 9.83      | 375   | 8       |
| Fatema Nedham | rzut oszczepem F33-34/52-53 | 6.07      | —     | 13      |